# Andrea Buscemi

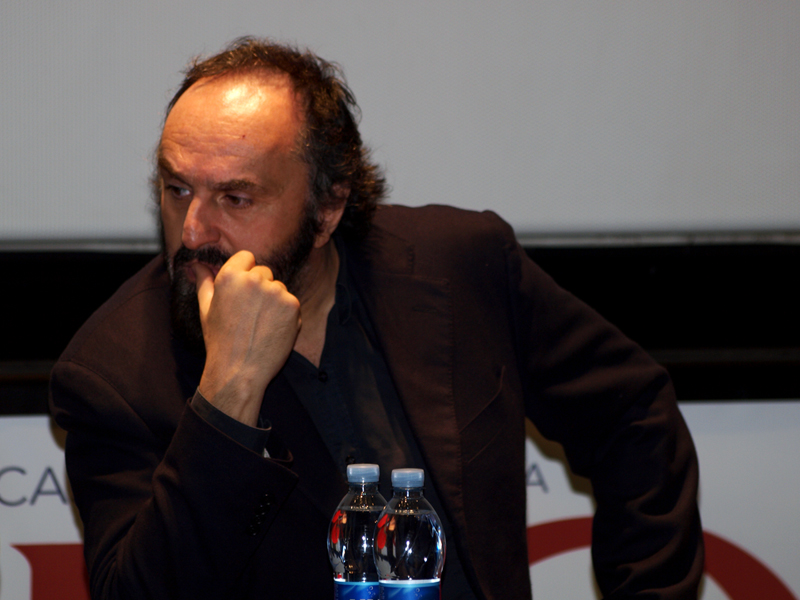
Andrea Buscemi nel 2011

Andrea Buscemi (Pisa, 5 novembre 1963) è un attore, regista teatrale, conduttore televisivo, politico, scrittore e pittore italiano.

## Biografia

### Teatro
Di origine siciliana, nasce artisticamente come attore di teatro dove ha recitato a fianco di attori prestigiosi quali Giorgio Albertazzi, Vittorio Gassman e Gigi Proietti. La sua formazione passa anche attraverso la frequentazione di compagnie storiche come il Gruppo della Rocca di Torino e il Teatro del Carretto di Lucca.
La sua attività prevalente è quella di attore e regista teatrale. Nel 2005 ha fondato la compagnia di prosa PeccioliTeatro, con la quale ha prodotto numerosi spettacoli dirigendo attori come Paolo Villaggio, Paola Gassman, Debora Caprioglio, Tosca D'Aquino, Alena Šeredová, Nathalie Caldonazzo, Corinne Cléry, Roberto Herlitzka, Flavio Bucci, Fanny Cadeo e Eva Robins, mettendo in scena spettacoli di (tra gli altri): Dino Buzzati, Carlo Goldoni, William Shakespeare, Dante Alighieri, Cesare Zavattini, Molière, Nikolaj Vasil'evič Gogol'.
Negli anni è stato direttore artistico di vari teatri toscani: l'Arrischianti di Sarteano, il Poliziano di Montepulciano, il Vigilanti di Portoferraio, il Persio Flacco di Volterra. A Peccioli (PI) nel 2005 ha fondato e diretto il Festival 11 Lune. 
Dall'agosto 2016 diventa presidente della Fondazione del Teatro di Cascina. Nel dicembre 2016 viene nominato direttore artistico della Fondazione Sipario Toscana Onlus che gestisce la Città del Teatro di Cascina.
È membro del Comitato Scientifico della Fondazione Antico Ospedale Santa Maria della Scala di Siena, su nomina del sindaco.

### Cinema
Debutta al cinema nel 1996 nel cast di Ritorno a casa Gori, poi recita in Il guardiano (1998), in N (Io e Napoleone) (2006) di Paolo Virzì, Libertas di Veljko Bulajić, Al momento giusto di Giorgio Panariello, Non c'è più niente da fare (2008), Amici miei - Come tutto ebbe inizio (2010) di Neri Parenti.
Dagli anni novanta ha iniziato a lavorare anche come attore cinematografico e televisivo. In seguito ha preso parte al film natalizio Finalmente la felicità di Leonardo Pieraccioni.

### Televisione
In TV è apparso nella prima stagione di Un medico in famiglia (1998), interpretando Vincenzo, il vicino di casa della famiglia Martini. Nel 2000 prende parte alla miniserie Padre Pio con Sergio Castellitto per Canale 5.
Ha fatto parte del cast di Torno sabato su Raiuno, in tutte e tre edizioni del programma (2000, 2001, 2003): in ogni puntata entrava in scena per recitare poesie, ma veniva continuamente interrotto dal personaggio PiErre (Giorgio Panariello). Su Raiuno ha partecipato anche alla trasmissione Volami nel cuore condotta da Pupo nel 2008, interpretando il ruolo del professor Buscemi.
Dal 2003 al 2014 è stato direttore artistico dell'emittente televisiva pisana Canale 50, dove ha condotto diverse trasmissioni televisive fra cui Comici (con Niki Giustini), L'Impallato e Luci della città.

### L'impegno politico
Nel maggio 2018 si candida alle elezioni amministrative di Pisa con la Lega, venendo eletto consigliere comunale. Dopo la vittoria del centrodestra, il 3 luglio seguente viene nominato assessore alla Cultura del comune di Pisa.
A seguito di tale nomina ad assessore è stata organizzata una petizione sul sito Change.org per chiederne le dimissioni: La petizione, promossa anche dalla Casa della donna di Pisa, ha raccolto 45.000 firme. A seguito di questa petizione Buscemi ha annunciato querela contro i responsabili del sito Change.org, la Casa della donna di Pisa e la prima firmataria per diffamazione, sostenendo che il contenuto della stessa è "menzognero, ideologico, tendenzioso e non rispondente alla realtà oggettiva".
Rimane in carica per oltre un anno, dimettendosi il 13 agosto 2019 per motivi personali.

### Vicende giudiziarie
Nell'aprile 2013 la Procura della Repubblica di Pisa ha disposto la citazione diretta a giudizio per il reato di stalking, a seguito di querela contro l'attore intentata da un'ex fidanzata. La donna è stata poi querelata per calunnia e diffamazione da Buscemi, che ha sempre negato ogni addebito. L'8 gennaio 2016 il Tribunale di Pisa ha assolto Andrea Buscemi perché "il fatto non sussiste". Il 30 maggio 2017 la Corte d'Appello di Firenze (senza riaprire il processo) ha riformato la sentenza di primo grado assolvendo Buscemi per i fatti contestati anteriori al 23 febbraio 2009 e dichiarando la prescrizione per i fatti successivi (benché l'imputato avesse dichiarato di voler rinunciare alla prescrizione). La Corte d'Appello ha disposto per Buscemi il pagamento delle spese processuali. Successivamente, il 10 gennaio 2019 la Suprema Corte di Cassazione, accogliendo il ricorso di Buscemi e parlando di "inattendibilità" della querelante nonché di "vizi motivazionali" da parte dei giudici fiorentini (che, secondo gli ermellini, per riformare la sentenza di assoluzione del 2016, avrebbero dovuto riaprire il procedimento), ha annullato anche questa disposizione.

## Filmografia

### Cinema
- Cannibali, regia di Massimiliano lacono (1995)
- Promessa di felicità, regia di Stefano Botta (1995)
- Empoli 1921 - Film in rosso e nero, regia di Ennio Marzocchini (1995)
- Ritorno a casa Gori, regia di Alessandro Benvenuti (1996)
- Il guardiano, regia di Egidio Eronico (1998)
- Sulla spiaggia e di là dal molo, regia di Giovanni Fago (1999)
- Al momento giusto, regia di Giorgio Panariello (2000)
- Cuori perduti, regia di Teresio Spalla (2003)
- Libertas, regia di Velijko Bulaijc (2004)
- La maschera e l'acqua, regia di Salvatore Ciulla (2004)
- N (Io e Napoleone), regia di Paolo Virzì (2006)
- La valigia d'identità, regia di Paolo Taddei (2007)
- Non c'è più niente da fare, regia di Emanuele Barresi (2008)
- Amici miei - Come tutto ebbe inizio, regia di Neri Parenti (2010)
- Passannante, regia di Sergio Colabona (2011)
- Finalmente la felicità, regia di Leonardo Pieraccioni (2011)
- Fuga di cervelli, regia di Paolo Ruffini (2013)
- Ma tu di che segno 6?, regia di Neri Parenti (2014)

### Televisione
- Un medico in famiglia, regia di Riccardo Donna, Anna Di Francisca, Tiziana Aristarco (1998) - Serie TV (Raiuno)
- Padre Pio, regia di Carlo Carlei (2000) - Miniserie TV (Canale 5)
- Torno Sabato, un programma di Giorgio Panariello, regia Duccio Forzano (2000) (Raiuno)
- Torno Sabato - La Lotteria, un programma di Giorgio Panariello, regia Stefano Vicario ((2001-2002) (Raiuno)
- Torno Sabato... e tre, un programma di Giorgio Panariello, regia Stefano Vicario (2003-2004) (Raiuno)
- L'Impallato, un programma di Andrea Buscemi (2003-2014) (Canale 50-SKY 897)
- Volami nel Cuore, un programma di Pupo, regia Roberto Cenci (2008) (Raiuno)
- Don Matteo 6, regia di Enrico Oldoini (2008) - 1 episodio - Serie TV (Raiuno)
- Ho sposato uno sbirro, regia di Carmine Elia (2010) - Serie TV (Raiuno)
- Un passo dal cielo, regia di Enrico Oldoini (2010)- Serie TV (Raiuno)

## Teatro
- Camere da letto di Alan Ayckbourn, regia Ignazio Occhipinti (1989)
- Sogno di una notte di mezza estate di Shakespeare, regia Maria Grazia Cipriani (1992) - Premio UBU
- Alberto Moravia di Roberto Lerici, regia Giancarlo Nanni (1992)
- I poveri sono matti di Cesare Zavattini, regia Bob Marchese (1993)
- Bagno finale di Roberto Lerici, regia Carlo Emilio Lerici (1995)
- Il mercante di Venezia di Shakespeare, con Nando Gazzolo, regia Nucci Ladogana (1996)
- Valzer di Alberto Severi, regia Sergio Staino (1996)
- Edmund Kean di Raymund Fitzsimmons, regia Gianni Ippoliti (1997)
- Arsa di Giuseppe Manfridi, regia Andrea Buscemi (1998)
- Memorie di un pazzo di Roberto Lerici da Gogol', regia Andrea Buscemi (2001)
- Bruno professor Giordano, eretico di Alberto Severi, con Flavio Bucci, regia Andrea Buscemi (2001)
- Assassinio nella cattedrale di Eliot, con Roberto Herlitzka, regia Andrea Buscemi (2002)
- Falstaff e le allegre comari di Windsor di Shakespeare, con Giorgio Albertazzi, regia Gigi Proietti (2002)
- Streghe di Alberto Severi, con Paola Gassman, regia Andrea Buscemi (2002)
- Lectura Dantis dalla Divina Commedia di Dante Alighieri, con Nathalie Caldonazzo, regia Andrea Buscemi (2003)
- Il borghese gentiluomo di Moliere, con Giorgio Panariello, regia Giampiero Solari (2003)
- Guglielmo Tell e la mela di Alberto Severi, con Alena Šeredová, regia Andrea Buscemi (2003)
- Acqua di Alberto Severi, con Tosca D'Aquino, regia Andrea Buscemi (2003)
- Il dilemma del prigioniero di Edgar, regia Maurizio Panici (2004)
- La dodicesima notte di Shakespeare, con Oreste Lionello e Nathalie Caldonazzo, regia Andrea Buscemi (2005)
- Gli innamorati di Goldoni, con Nathalie Caldonazzo, regia Andrea Buscemi (2006)
- Serata d'addio da Cechov, con Paolo Villaggio, regia Andrea Buscemi (2006)
- Le femmine sapute di Moliere, con Antonio Salines, regia Andrea Buscemi (2007)
- Pinocchio da Collodi, con (in alternanza) Debora Caprioglio, Tosca D'Aquino, Nathalie Caldonazzo, Livia Castellana, Eva Robin's, regia Andrea Buscemi (2007)
- Le allegre comari di Windsor di Shakespeare, con Corinne Cléry, regia Andrea Buscemi (2008)
- Faccio del mio meglio, con Giorgio Panariello, regia Giampiero Solari (2008)
- La locandiera di Goldoni, con Eva Robin's, regia Andrea Buscemi (2009)
- L'avaro di Moliere, con Eva Robin's, Nicola Fanucchi, Livia Castellana, Renato Raimo, regia Andrea Buscemi (2010) - candidato Golden Graal 2012 miglior spettacolo dell'anno in Italia
- Le libere donne di Magliano di Mario Tobino, regia Andrea Buscemi (2011)
- Il mercante di Venezia di Shakespeare, con Eva Robin's, Renato Raimo, Nicola Fanucchi, Livia Castellana, regia Andrea Buscemi (2011)
- Svendita totale per cessata attività, da Shakespeare a Petrolini, regia Andrea Buscemi (2012)
- Provaci ancora Sam di Woody Allen, regia Andrea Buscemi (2012)
- Mandragola di Niccolò Machiavelli, regia Andrea Buscemi (2013) con Nicola Fanucchi
- Tartufo di Moliere, regia Andrea Buscemi (2013)
- Il malato immaginario di Moliere, con Nathalie Caldonazzo, Nicola Fanucchi, Livia Castellana, regia Andrea Buscemi (2014)
- La scuola delle mogli di Moliere, regia Andrea Buscemi (2015)
- L'ultimo degli amanti focosi di Neil Simon, regia Andrea Buscemi (2016)
- Il bugiardo di Carlo Goldoni, regia Andrea Buscemi (2016)

## Programmi televisivi
- Gnam - TMC (1999)
- Bellitalia - Raitre (1999)
- Torno sabato - Raiuno (2000, 2001, 2003)
- Volami nel cuore - Raiuno (2008)
- L'impallato - 50 Canale (dal 2003)